# شویدخولی
شویدخولی یا شوید خالی یکی از غذاهای سنتی منطقه گیلان است که با ترکیب برنج، شوید تازه و تخم مرغ تهیه می‌شود. این غذا به دلیل عطر و طعم خاص شوید و روش پخت منحصر به فرد، جایگاه ویژه‌ای در آشپزی گیلانی دارد .

## پیشینه و ویژگی‌ها
این غذا که با نام محلی «شوید خالی» نیز شناخته می‌شود:
- از غذاهای سنتی شرق گیلان (مناطق لاهیجان و لنگرود) است [۲]
- در فهرست آثار ناملموس غذایی استان گیلان ثبت شده است [۳]
- به گفته پژوهشگران، قدمت آن به دوره قاجار می‌رسد [۴]

## مواد تشکیل‌دهنده
مواد اصلی برای ۴ نفر:
- برنج دانه بلند (3 پیمانه) - خیس خورده
- شوید تازه (2 پیمانه) - خرد شده
- سیر (4-5 حبه) - رنده شده
- تخم مرغ (4 عدد)
- روغن حیوانی (4 قاشق غذاخوری)
- ماهی سفید (اختیاری - 2 عدد)
- ادویه‌جات (زردچوبه، نمک، فلفل)

## روش تهیه

### مرحله ۱: آماده‌سازی
۱. برنج را از شب قبل در آب و نمک خیس کنید.
۲. شوید را پاک کرده، بشویید و ریز خرد کنید.
۳. ماهی را تمیز کرده و با زردچوبه و نمک مزه‌دار کنید.

### مرحله ۲: پخت
۱. برنج را در آب جوش به مدت 10 دقیقه بپزید (نیم‌دَم).
۲. در قابلمه مناسب، روغن را گرم کرده و سیر را تفت دهید.
۳. شوید خرد شده را اضافه و تفت دهید تا عطر آن خارج شود.
۴. برنج آبکش شده را لایه لایه با شوید در قابلمه بچینید.
۵. تخم مرغ‌ها را در ظرفی زده و روی برنج بریزید.
۶. درب قابلمه را بگذارید و با حرارت ملایم بپزید.

### مرحله ۳: ته دیگ
۱. پس از 30 دقیقه، حرارت را کم کنید تا ته دیگ تشکیل شود.
۲. ماهی‌ها را جداگانه سرخ کرده و کنار بگذارید.

## ارزش غذایی
بر اساس تحقیقات مرکز تحقیقات تغذیه شمال:
- منبع پروتئین و فیبر
- حاوی ویتامین‌های K، C و A
- هر پرس (350 گرم) حدود 350 کالری انرژی دارد [۵]

## شیوه سرو
این غذا معمولاً با:
- ماهی سفید سرخ شده
- ترشی محلی
- ماست و سیر

سرو می‌شود.